# Manuel Peña Garcés
Manuel Peña Garcés (n. Castellón de la Plana; 2 de enero de 1983) es un entrenador de baloncesto español actualmente en Satria Muda Pertamina de la Liga de Baloncesto de Indonesia. 
Estuvo como entrenador ayudante en Shenzhen Leopards de la Liga CBA en China durante la pretemporada 2023/2024 antes de embarcarse como primer entrenador en Indonesia.
El curso 2022/2023 estuvo como entrenador ayudante en Gran Canaria de la Liga Endesa y Eurocup.
En la temporada 2021/2022 como Director Técnico en Stadium Casablanca y anteriormente 3 temporadas como entrenador ayudante en Basket Zaragoza también en la Liga Endesa y Basketball Champion.
Algo más lejos queda su etapa en Inglaterra donde dirigió a los Reading Rockets de la NBL1 entre el 2013-2018. Y dos temporadas entre 2011-2013 estuvo en London Westside.

## Trayectoria
Manuel Peña fue un jugador vinculado al banquillo desde su época de jugador con el Alcora BC, probó suerte en Italia en la serie C y Gran Bretaña. Aún compaginando sus estudios de Ingeniería Industrial, sus labores de jugador y entrenador fue reconocido como número uno de la promoción del Curso Nacional de Entrenador en 2010, y en 2011 empieza su trayectoria de entrenador en Gran Bretaña donde había terminado su época de jugador. Desde entonces ha entrenado a London Westside, y de allí salto al Reading Rockets (baloncesto femenino, masculino y cantera) donde sería un referente siendo director técnico del club. 
Lograría llevar a varias finales al conjunto de Reading Rockets de la NBL1, la segunda división de baloncesto inglesa, levantado un título de liga regular, copa nacional y trofeo de la liga, además de varios subcampeonatos en sus 5 temporadas como entrenador y director técnico. Ha sido también seleccionador del equipo nacional sub-15 Masculino de Inglaterra en las temporadas 2016-2017 y 2017-2018.
Tiene una faceta formativa desarrollada como tutor en el Curso Superior de Entrenadores CES de la Federación Española de Baloncesto FEB desde 2011 hasta 2018.
Es uno de los responsables de SportCoach, plataforma educativa para entrenadores de baloncesto.
En 2018 regresa a España para formar parte del cuerpo técnico del Casademont Zaragoza de Liga Endesa, en el que trabajaría a las órdenes de varios técnicos como Porfirio Fisac, Diego Ocampo, Sergio Santos Hernández y Luís Casimiro.
En verano de 2021 inicia como Director Técnico en Stadium Casablanca para desarrollar un trabajo de formación con entrenadores en la sección de baloncesto y coordinar el área técnica; ofreciendo nuevos proyectos dentro del club deportivo.
Tras un año cosechando éxitos en cantera recibe la llamada en verano 2022 de Gran Canaria donde es contratado como entrenador ayudante de Jaka Lakovič en Liga Endesa y Eurocup. Donde se consiguen una temporada inolvidable con la conquista de la Eurocup.
En el verano de 2023 recibe la propuesta para realizar la pretemporada en China con el equipo Shenzhen Leopards de la CBA y unos meses más tarde ficha en el equipo de Satria Muda Pertamina en la Liga de Baloncesto de Indonesia como primer entrenador. 

## Clubs como entrenador
- 2012-13. London Westside. NBL1 Inglaterra.
- 2013-18. Reading Rockets. NBL1 Inglaterra.
- 2016-18. Selección de baloncesto de Gran Bretaña Sub-15.
- 2018-21 Basket Zaragoza. Liga Endesa. Entrenador ayudante de Porfirio Fisac, Diego Ocampo, Sergio Santos Hernández y Luís Casimiro. ACB y Champions Basketball.
- 2021-2022. Stadium Casablanca. Director Técnico.
- 2022-2023. Gran Canaria. Entrenador ayudante de Jaka Lakovič. ACB y Eurocup.
- Verano 2023. Shenzhen Leopards. Entrenador ayudante de Zheng Yonggang. CBA.
- 2023-Act. Satria Muda Pertamina. Primer Entrenador. IBL.